# Aguascalientes
Aguascalientes je jedna od 31 savezne države Meksika, nalazi se u središnjem dijelu zemlje, 480 km od glavnog grada Meksika, Mexico City.
Aguascalientes ima površinu od 5.471 km². Prema popisu iz 2005. godine ima 1.065.416 stanovnika. Glavni grad ove savezne države je istoimeni Aguascalientes, po kojemu je država i nazvana, te u kojem živi većina stanovništva.

## Općine
- Aguascalientes
- Asientos
- Calvillo
- Cosío
- El Llano
- Jesús María
- Pabellón de Arteaga
- Rincón de Romos
- San Francisco de los Romo
- San José de Gracia
- Tepezalá

## Stanovništvo

### Indijanci
Indijanci iz Aguascalientesa pripadaju plemenima Chichimeca, Chichimecas Blancos, iztacchichimeca (ogranak plemena Guamare), Aztec i Teules Chichimeca